# Ignace Laugier
Pour les articles homonymes, voir Laugier.
Ignace Laugier (né le 29 août 1768 à Turin et mort le 12 août 1811 dans la même ville), est un homme de loi et homme politique italien.

## Biographie
Issu de la grande famille provençale des Laugier, installée à Turin au milieu du XVIIIe siècle, Ignace Laugier fait construire en 1773 la Tenuta Berroni, une villa d'inspiration française située à Raconis.
Le 28 juillet 1801, il est nommé par Napoléon Bonaparte maire de Turin, alors sous domination française. La tâche la plus difficile de son administration est la consolidation du budget, saigné par les crédits accordés à l'armée. Pour demander une plus grande attention aux problèmes de sa ville, Laugier se rend à Paris à la fin de 1803, accompagné du conseiller municipal Jean Negro, qui l'année suivante sera nommé adjoint au maire. Le 22 septembre 1802, le Piémont est officiellement annexé à la France et Turin, chef-lieu du département du Pô, fait partie des 25 plus grandes villes de la République.
En mai 1805, à l'occasion de la visite de Napoléon (en route pour Milan où il devait ceindre la couronne de fer), Laugier, malgré les difficultés budgétaires, organise une somptueuse soirée dansante au cours de laquelle la cour du Palais civique est surélevée par des échafaudages et transformée en salle de réception.
Le 12 septembre 1805, n'ayant pas réussi à rétablir le budget municipal, Laugier démissionne de sa fonction de maire et est remplacé par Jean Negro, considéré par le préfet Pierre Loysel comme plus dévoué à la France.
Le 3e jour complémentaire de l'an XIII (20 septembre 1805), Laugier est élu par le Sénat conservateur député du Pô au Corps législatif. Il en sort en 1806. 
Trésorier de la 16e cohorte de la Légion d'honneur, président du conseil général du département du Pô, Laugier est créé chevalier de l'Empire par lettres patentes du 18 juin 1809.

## Fonctions
- Maire de Turin (1801-1805);
- Député du département du Pô au Corps législatif (1805-1806) ;
- Président du conseil général du département du Pô.

## Titres
- Chevalier de l'Empire (lettres patentes du 18 juin 1809).

## Distinctions
- Légion d'honneur :
  - Chevalier de la Légion d'honneur ;
  - Trésorier de la 16e cohorte de la Légion d'honneur.

## Armoiries
| Figure | Blasonnement |
|        | Armes des Laugier D'argent, au lion de gueules. Devise : NON FORTIOR ALTER,. |
|        | Armes de chevalier de l'Empire D'argent au lion rampant de gueules, chargé d'un faisceau de trois flèches d'or, la pointe en haut nouées d'un ruban d'azur, à la bordure de gueules chargé du signe des chevaliers légionnaires. |